# Sam El Nasa
Sam El Nasa (25 aprile 1984) è un calciatore cambogiano, di ruolo centrocampista.

## Carriera
Con la Nazionale cambogiana ha preso parte alle qualificazioni per i Mondiali del 2002, 2010 e 2014.